# 21 شوال
- السبت
- الأحد
- الاثنين
- الثلاثاء
- الأربعاء
- الخميس
- الجمعة

- 2929 مارس 2025
- 130 مارس 2025
- 231 مارس 2025
- 31 أبريل 2025
- 42 أبريل 2025
- 53 أبريل 2025
- 64 أبريل 2025
- 75 أبريل 2025
- 86 أبريل 2025
- 97 أبريل 2025
- 108 أبريل 2025
- 119 أبريل 2025
- 1210 أبريل 2025
- 1311 أبريل 2025
- 1412 أبريل 2025
- 1513 أبريل 2025
- 1614 أبريل 2025
- 1715 أبريل 2025
- 1816 أبريل 2025
- 1917 أبريل 2025
- 2018 أبريل 2025
- 2119 أبريل 2025
- 2220 أبريل 2025
- 2321 أبريل 2025
- 2422 أبريل 2025
- 2523 أبريل 2025
- 2624 أبريل 2025
- 2725 أبريل 2025
- 2826 أبريل 2025
- 2927 أبريل 2025
- 3028 أبريل 2025
- 129 أبريل 2025
- 230 أبريل 2025
- 31 مايو 2025
- 42 مايو 2025

21 شوَّال أو 21 شوَّال المُکَرَّم أو 21 شوَّال المكرَّمة أو يوم 21 \ 10 (اليوم الحادي والعشرون من الشهر العاشر) هو اليوم السابع والثمانون بعد المائتين (287) من أيَّام السنة (أو الثامن والثمانون بعد المائتين لو كان شهر شعبان مُتممًا لليوم الثلاثين أو التاسع والثمانون بعد المائتين لو أتم كلًا من صفر وربيع الآخر وجمادى الآخرة وشعبان ثلاثين يومًا) وفق التقويم الهجري القمري (العربي). يبقى بعده 67 أو 68 يومًا لانتهاء السنة.

## أحداث
- 991 هـ - العثمانيون ينتصرون على الصفويين في معركة «ديزفول». وجاءت هذه الحرب بعد سيطرة العثمانيين على سواحل خليج البصرة الشمالية.
- 1029 هـ - الجيش العثماني بقيادة الصدر الأعظم غازي إسكندر باشا ينتصر على بولونيا في معركة «ياش» ويقتل 10 آلاف جندي بولوني.
- 1309 هـ - قيام أول مجمع لغوي في العالم العربي، اتّخذ من قصر السيد محمد توفيق البكري مقرًّا له، وقد ضم هذا المجمع أعيان اللغة والفكر ورجال الإصلاح، مثل: محمد عبده، والشنقيطي، وحفني ناصف، وحمزة فتح الله، والمويلحي. ولم يُكتَبْ لهذا المجمع الحياة طويلًا؛ فأُسدل الستار عليه بعد شهور قليلة.
- 1395 هـ - وصول الرئيس المصري محمد أنور السادات إلى الولايات المتحدة الأمريكية في أول زيارة يقوم بها رئيس مصري لواشنطن.
- 1419 هـ - ولي العهد الأردني الأمير عبد الله يؤدي القسم ملكًا للمملكة الأردنية الهاشمية أمام مجلس الأمة بعد وفاة والده الملك الحسين بن طلال، ويتخذ اسم عبد الله الثاني، ويعين أخاه الأمير حمزة بن الحسين وليًا للعهد بناء على وصية والده.
- 1436 هـ -
  - تفجير انتحاري إرهابي بمسجد قوات الطوارئ بمدينة أبها السعودية.
  - افتتاح تفريعة جديدة من قناة السُويس تحمل اسم «قناة السُويس الجديدة»، بِطول 35 كيلومترًا.
- 1437 هـ -
  - الطائرة العاملة بالطاقة الشمسيَّة سولار إمپلس تحط في أبوظبي مُكملةً رحلتها حول الأرض بعد أكثر من 16 شهرًا من انطلاقها، لِتكون أوَّل طائرة من نوعها تُحقق هذا الإنجاز.
  - لحكومة البورمية تصدر بيانات التعداد السكاني الخاصة بالدين والعرق بعد تأخر دام سنتين، مظهرةً تراجعًا في نسبة مسلمي البلاد بسبب أعمال العنف والاضطهادات المستمرة منذ سنوات.
- 1439 هـ - المحكمة العليا الباكستانية تُصدر حُكمًا بالسجن لِعشر سنوات على رئيس الوزراء الأسبق نوَّاز شريف وكذلك على ابنته (لِسبع سنوات) وصهره (سنة واحدة) بعد إدانتهم بالفساد السياسي والإداري.
- 1446 هـ - المنتخب المغربي يتوج بكأس إفريقيا لكرة القدم في فئة أقل من 17 سنة، بعد فوزه على منتخب مالي في المباراة النهائية بركلات الترجيح بنتيجة 4-2.

## مواليد
- 272 هـ - ابن مقلة، خطاط مسلم.
- 1260 هـ - محمد الخامس، السلطان العثماني الخامس والثلاثين.
- 1309 هـ - عبد الحسين هوشمند راد، كاتب مقالات وسيرة إيراني.
- 1326 هـ - فاطمة رشدي، ممثلة مصرية.
- 1338 هـ - زوزو نبيل، ممثلة مصرية.
- 1355 هـ - نادية لطفي، ممثلة مصرية.
- 1369 هـ - إبراهيم الفقي، خبير تنمية بشرية مصري.
- 1373 هـ - نبيلة كرم، ممثلة لبنانية.
- 1388 هـ - عبير عادل، ممثلة مصرية.
- 1403 هـ - نجوى الكبيسي، ممثلة بحرينية.
- 1411 هـ - صمود، ممثلة كويتية.

## وفيات
- 436 هـ - الحسين بن علي الصَّيْمَري، فقيه وقاضي وراوي حديث من العصر العباسي.
- 1216 هـ - حسين العصفور، فقيه ومُحدِّث ومرجع ومُفسّر شيعي بحراني.
- 1389 هـ - محب الدين الخطيب، مؤلف ومحقق سوري.
- 1391 هـ - ملا مرشد، معلم كويتي وصاحب مدرسة أهلية.
- 1419 هـ - الحسين بن طلال، الملك الثالث للمملكة الأردنية الهاشمية.
- 1428 هـ - أحمد شفيق، طبيب وجراح مصري.
- 1432 هـ - أنس السعيدي، طفل يمني قتل أثناء ثورة الشباب اليمنية.
- 1437 هـ - محمد خان، مخرج مصري.
- 1438 هـ - مريم ميرزاخاني، عالمة رياضيات إيرانية.

## وصلات خارجية
- موقع قصة الإسلام: حدث في شهر شوَّال.